# Sinach
Osinachi Joseph (nascida Kalu; Afikpo South, 30 de março de 1975), conhecida profissionalmente como Sinach, é uma cantora, compositora e líder sênior de louvor da Loveworld. Ela lançou várias canções de sucesso gospel, incluindo "Way Maker", "I Know Who I Am", "Great Are You Lord", "Rejoice", "He Did It Again", "Precious Jesus", "The Name of Jesus", "This Is My Season", "Awesome God", "For This", "I Stand Amazed", "Simply Devoted" e "Jesus is Alive". Sinach recebeu um certificado de comemoração do Bethlehem Hall of Faith durante sua visita a Israel em dezembro de 2017.
Em março de 2019, "Way Maker" se tornou o terceiro vídeo  nigeriano da história do YouTube a receber 100 milhões de visualizações, atrás apenas de "Fall" de Davido e de "Johnny" de Yemi Alade. Diversos artistas cristãops fizeram covers de "Way Maker", como Michael W. Smith, Darlene Zschech, Leeland, Bethel Music e Mandisa. Em setembro de 2019, Sinach se tornou a primeiro artista gospel da África a fazer uma turnê na Índia, realizando concertos com vários milhares de participantes.
Em maio de 2020, Sinach se tornou a primeiro artista africana a liderar a parada de compositores cristãos da Billboard.
Em outubro de 2020, sua música "Way Maker" ganhou o prêmio de Música do Ano no GMA Dove Awards de 2020, nos Estados Unidos. Ela é a primeira artista gospel nigeriana a ganhar o prêmio.

## Álbuns
- 2008: Chapter One
- 2010: I'm Blessed
- 2012: Shout it Loud
- 2012: From Glory to Glory
- 2013: Sinach at Christmas

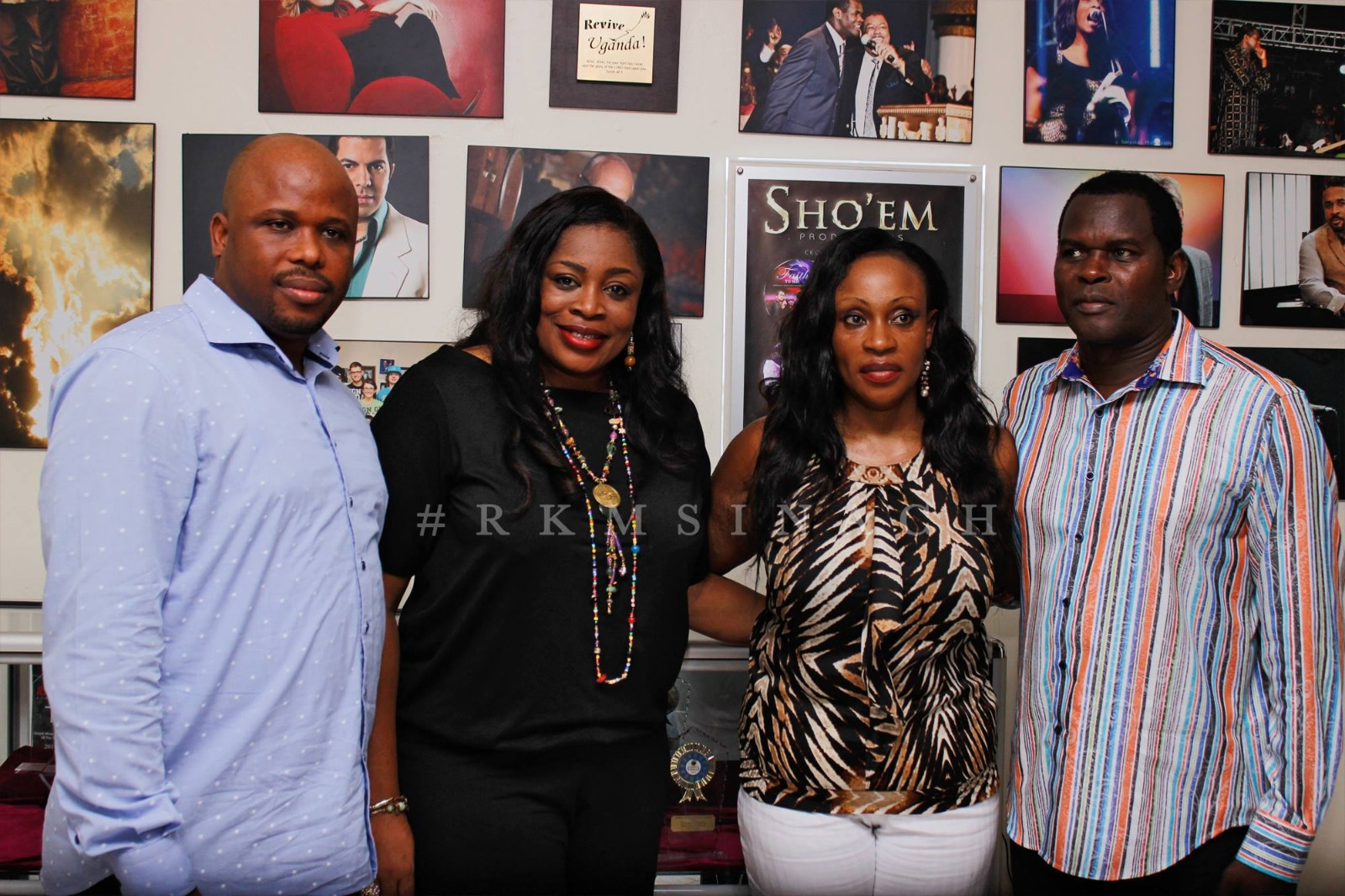
Sinach sendo recebida em Uganda para se apresentar, em 15 de abril de 2014

- 2014: Sinach Live in Concert - The Name of Jesus
- 2016: Waymaker - Live
- 2018: There's an Overflow
- 2019: Great God (Live in London)

## Prêmios e indicações
2016
- Prêmio LIMA de compositor da década[15]
- Prêmio Groove Awards para Artista do ano da África Ocidental[16]
- Prêmio dos Empreendedores Africanos por Excelência Global[17]

2017
- Top 100 cristãos mais influentes na Nigéria[16]

2019
- Prêmio LIMA de Canção do Ano[18][19]

2020
- GMA Dove Awards de Música do Ano[13][14]